# Luis Islas
Luis Alberto Islas Ranieri (* 22. Dezember 1965 in Buenos Aires) ist ein ehemaliger argentinischer Fußballspieler, der mit der Nationalmannschaft seines Heimatlandes an den Fußball-Weltmeisterschaften 1986 und 1994 teilnahm und 1986 Fußball-Weltmeister wurde.

## Karriere

### Vereinskarriere
Luis Islas, geboren 1965 in Argentiniens Hauptstadt Buenos Aires, begann seine fußballerische Laufbahn im Jahre 1982 bei den Chacarita Juniors. Der Meister von 1969 spielte allerdings schon zur damaligen Zeit in der zweiten Liga. Während seiner Zeit bei den Chacarita Juniors wurde Estudiantes de La Plata aufmerksam auf den jungen Torhüter, nachdem Islas Argentiniens bei der Jugendweltmeisterschaft 1983 erfolgreich vertreten hatte und ein zweiter Platz erreicht wurde. Vor 110.000 Zuschauern im Aztekenstadion von Mexiko-Stadt verlor Islas mit seiner Mannschaft erst im Endspiel gegen Brasilien. Bei Estudiantes entwickelte er sich zu einer festen Stammkraft im Team des späteren Weltmeistertrainers Carlos Bilardo, der als Spieler selbst mit Estudiantes dreimal die Copa Libertadores gewonnen hatte. 1983 gewann Islas mit Estudiantes de La Plata den Metropolitano-Wettbewerb durch einen Sieg im Endspiel gegen CA Independiente. Zu ebendiesem Verein wechselte er 1986 nach 107 Spielen in der Primera División für Estudiantes. In zwei Jahren spielte Islas für Independiente 48 Ligaspiele, ein Titelgewinn gelang nicht. Nach einem kurzen und wenig erfolgreichen Ausflug nach Europa zu Atlético Madrid beziehungsweise dem spanischen unterklassigen Verein CD Logroñés kehrte er 1990 zu Independiente zurück, wo er die nächsten vier Jahre im Tor stand und weitere 141 Spiele machte. Nach 1994 folgten zahlreiche Stationen für den Torhüter, er spielte unter anderem für die Newell’s Old Boys und die mexikanischen Vereine Toluca und Club León. 2003 kehrte er als 38-Jähriger ins Tor von Independiente Avellaneda zurück und stand nochmals acht Ligaspiele zwischen den Pfosten des Traditionsvereins, ehe er seine Karriere beendete.
Nach dem Ende seiner aktiven Laufbahn als Fußballtorhüter war Luis Islas auch kurz als Trainer tätig. Er coachte in den Jahren 2006 und 2007 die Mannschaften von Club Almagro und Club Aurora in Bolivien.

### Nationalmannschaft
Nach seines Erfolgen bei den Junioren Argentiniens absolvierte Luis Islas sein erstes Länderspiel im Seniorenbereich 1984. Zwei Jahre spätere stand er im Aufgebot der argentinischen Fußballnationalmannschaft für die Fußball-Weltmeisterschaft in Mexiko. Mit Nery Pumpido hütete allerdings ein anderer Torhüter das Tor der Gauchos, sodass Islas zu keinem Einsatz kam. Da die argentinische Mannschaft bei dem Turnier den Weltmeistertitel gewinnen konnte, kam Islas trotzdem zu Weltmeisterehren. Nach der Weltmeisterschaft spielte er zwei Südamerikameisterschaften, wo er aber wieder nicht Nummer 1 war. Kurz vor der Fußball-Weltmeisterschaft 1990 in Italien beendete er seine Nationalmannschaftskarriere vorerst. Kurioserweise verletzte sich Pumpido im zweiten Gruppenspiel und Sergio Goycochea, eigentlich als dritter Torhüter angereist, spielte den Rest der Weltmeisterschaft, die Argentinien als Zweiter beendete. Nach der WM in Italien wurde Alfio Basile neuer Nationaltrainer Argentiniens und Islas wollte auch wieder für Argentinien spielen. Nach dem Sieg beim König-Fahd-Pokal 1992, dem ersten Konföderationen-Pokal, stand er im Kader für die Fußball-Weltmeisterschaft 1994. Als Nummer 1 ins Turnier gegangen, waren seine Leistungen alles andere als weltmeisterlich, in vier Spielen kassierte er sechs Gegentore, fast folgerichtig kam das Aus bereits im Achtelfinale. Nach der Weltmeisterschaft in den Vereinigten Staaten endete seine Nationalmannschaftszeit nach 30 Länderspielen endgültig.